# Anan (Tokushima)
Anan (阿南市 -shi) é uma cidade japonesa localizada na província de Tokushima.
Em 2003 a cidade tinha uma população estimada em 56 046 habitantes e uma densidade populacional de 222,21 h/km². Tem uma área total de 252,22 km².
Recebeu o estatuto de cidade a 1 de Maio de 1958.